# Catherine McClements
Catherine McClements es una actriz australiana, conocida por haber interpretado a la detective Rachel Goldstein en la serie australiana policíaca Water Rats y por interpretar a Christine Williams en Tangle.

## Biografía
Catherine actuó en el St. Martin's Youth Company en Melbourne por dos años antes de hacer una audición a los 17 años y entrar en el prestigioso National Institute of Dramatic Art (NIDA), donde en 1985 se graduó con una licenciatura en actuación, junto con la actriz Sonia Todd y el director Baz Luhrmann, con el que salió.
Catherine conoció al actor polaco Jacek Koman en Melbourne y en 1989 se casaron. En julio de 2001, nació su hija Clementine Coco Koman y en mayo de 2007 su hijo Quincy Koman. Ambos han trabajado juntos en televisión y obras.
Su hermana Georgina McClements es una productora de televisión. Entre sus créditos están Real Stories y Summer Heights High.

## Carrera
Catherine ha trabajado tanto en cine, televisión y ha aparecido en varias producciones de compañías de teatro como Belvoir St, The Melbourne Theatre Company y The Playhouse in Melbourne. Entre sus apariciones en teatro se encuentran, entre otras: Angels in America, The Crucible, Crystal Clear y  It Just Stopped.
En 1986 interpretó a Jessica Taylor en Just Us, ese mismo año apareció en la miniserie My Brother Tom y un año después interprétó a Sarah Redbridge en a película dramática The Right Hand Man.
En 1990 apareció en la película Struck by Lightning que la hizo merecedora de un premio en 1993 por mejor actriz de reparto. También apareció en la comedia Weekend with Kate, donde obtuvo un premio AFI en 1990. 
En 1992 interpretó a Diana en el thriller Redheads y un año después obtuvo el papel de Lorien en la serie familiar y de fantasía The Girl from Tomorrow Part II: Tomorrow's End. 
De 1996 a 2000 obtuvo uno de los papeles principales de la serie Water Rats, donde interpretó a la Detective mayor de policía Rachel "Goldie" Goldstein.
En 2001 hizo apariciones recurrentes en la serie The Secret Life of Us, por su actuación ganó un premio AFI a la mejor actriz en un papel invitado; su esposo interpretó a Dominic en la serie. En el 2003 interpretó a Rosie en el drama CrashBurn y en 2005 a Marleen en el telefilme Mary Bryant. Entre 2003 y 2006 apareció en Floodhouse, en la miniserie After the Deluge donde interpretó a Nikki Kirby, también se unió al elenco de Sexy Thing, Real Stories y al de Call Me Mum, donde dio vida a Kate; por su interpretación fue nominada a un premio AFI en 2007. 
En 2008 recibió una nominación a los premios Helpmann por su actuación en la obra Who's Afraid of Virginia Woolf?. Ese mismo año apareció en la serie Emerald Falls como Rosalie Bailey. También se unió a la serie policíaca Rush donde interpretó a la crítica e intimidante inspectora Kerry Vincent, hasta el final de la serie en 2011.
En 2009 apareció en la serie dramática Tangle donde interpreta a Christine Williams.
En 2013 se unió al elenco principal de la serie dramática Wentworth donde interpretó a Meg Jackson, la gobernadora de la prisión, en cuatro episodios, después de que su personaje muriera al ser atacada durante una revuelta en la prisión comenzada por la prisionera Jacs bajo las órdenes de Vera Bennett, la comisionada de la prisión. La serie es una nueva versión de la exitosa serie británica The Prisoner.
En 2016 apareció como invitada en el quinto episodio de la cuarta temporada de la serie Rake donde dio vida a la abogada Julie Dunaford.

## Filmografía

### Series de televisión
| Año             | Título                          | Personaje                  | Notas                                      |
| --------------- | ------------------------------- | -------------------------- | ------------------------------------------ |
| 2017 - presente | Sisters                         | Genevieve                  | -                                          |
| 2016            | Rake                            | Julie Dunaford             | episodio # 4.5                             |
| 2015            | The Beautiful Lie               | Tess Du Pont               | 6 episodios - miniserie                    |
| 2014            | The Time of Our Lives           | Diana Southey              | episodio # 2.2                             |
| 2013            | Wentworth                       | Meg Jackson                | 4 episodios                                |
| 2009 - 2012     | Tangle                          | Christine Williams         | 22 episodios                               |
| 2008 - 2011     | Rush                            | Inspectora Kerry Vincent   | 70 episodios                               |
| 2010            | The Pacific                     | Catherine Leckie           | episodio "Home"                            |
| 2006            | Real Stories                    | Jillian                    | episodio #1.8                              |
| 2005            | Mary Bryant                     | Marleen                    | miniserie                                  |
| 2003            | CrashBurn                       | Rosie Denton Harfield      | 13 episodios                               |
| 2000 - 2001     | The Secret Life of Uss          | Carmen                     | 10 episodios                               |
| 1996 - 2000     | Water Rats                      | Detective Rachel Goldstein | 116 episodios                              |
| 1993            | The Girl from Tomorrow Part Two | Lorien                     | 11 episodios                               |
| 1993            | G.P.                            | Heather Ryan               | apareció en el episodio "Close Encounters" |
| 1986            | My Brother Tom                  | Margaret "Peg" McGibbon    | miniserie                                  |

### Películas
| Año  | Título               | Personaje       | Notas                                                                                          |
| ---- | -------------------- | --------------- | ---------------------------------------------------------------------------------------------- |
| 2014 | The Menkoff Method   | Marjorie        | junto a Noah Taylor, Robert Taylor, David Whiteley, Jane Allsop, Brett Cousins y Lachlan Woods |
| 2014 | The Broken Shore     | Erica Burgouyne | junto a Claudia Karvan, Dan Wyllie, Anthony Hayes, Erik Thomson, Robyn Nevin y Don Hany        |
| 2008 | Emerald Falls        | Rosalie Bailey  | junto a Ella Scott Lynch, Vince Colosimo y Andrew McFarlane                                    |
| 2006 | Sexy Things          | Mamá            | junto a Chris Vance y Hanna Mangan Lawrence                                                    |
| 2004 | Floodhouse           | Ava             | junto a Jacek Koman, Aaron Pedersen y Brendan Cowell                                           |
| 2003 | After the Deluge     | Nikki Kirby     | junto a David Wenham, Hugo Weaving, Essie Davis y Samuel Johnson                               |
| 2000 | Better Than Sex      | Sam             | junto a David Wenham, Jason Clarke y Simon Bossell                                             |
| 2000 | Waiting at the Royal | Dinny           | junto a Noni Hazlehurst, Josephine Byrnes y Luke Elliot                                        |
| 1994 | Redheads             | Diana Ferraro   | junto a Claudia Karvan, Anthony Phelan y Jacek Koman                                           |
| 1990 | Weekend with Kate    | Kate Muir       | junto a Colin Friels, Brian Vriends y Jerome Ehlers                                            |
| 1990 | Struck by Lightning  | Pat Cannizzaro  | junto a Brian Vriends y Garry McDonald                                                         |
| 1987 | The Right Hand Man   | Sarah Redbridge | junto a Rupert Everett y Hugo Weaving                                                          |
| 1986 | Just Us              | Jessica Taylor  | junto a Scott Burgess, Kim Gyngell y Richard Moss                                              |

### Directora y narradora
| Año  | Título             | Notas            |
| ---- | ------------------ | ---------------- |
| 2009 | Whale Patrol       | narradora        |
| 2000 | Emma Celebrazione! | obra - directora |

### Teatro
| Año        | Obra                            | Personaje         | Director (a)       | Teatro                      | Notas                                                        |
| ---------- | ------------------------------- | ----------------- | ------------------ | --------------------------- | ------------------------------------------------------------ |
| 2016       | The Events                      | Claire            | Clare Watson       | Belvoir St. Theatre         | junto a Johnny Carr                                          |
| 2013       | Phèdre                          | Phedre            | Peter Evans        | Merlyn Theatre              | junto a Marco Chiappi, Julie Forsyth y Abby Earl             |
| 2013       | The Other Place                 | Juliana Smithton  | Nadia Tass         | Melbourne Theatre           | junto a Heidi Arena, David Roberts y David Whiteley          |
| 2008       | Appetite                        | Louise            | Kate Denborough    | Fairfax Theatre             | junto a Sally Seltmann, Michelle Heaven y Brian Lucas        |
| 2007       | Who's Afraid of Virginia Woolf? | Martha            | Benedict Andrews   | Belvoir St Theatre          | junto a Marton Csokas, Simon Stone y Robin McLeavy           |
| 2007       | The Ghost Writer                | -                 | Neil Armfield      | Belvoir St. Theatre         | junto a Kim Gyngell, Rebecca Massey y John Wood              |
| 2006       | It Just Stopped                 | Beth              | Neil Armfield      | Belvoir y Malthouse Theatre | junto a John Wood, Marcus Graham y Kim Gyngell               |
| 2005       | Cruel and Tender                | Amelia            | Julian Meyrick     | Melbourne Theatre           | junto a Jacek Koman y Kim Gyngell                            |
| 2003       | Macbeth                         | Lady Macbeth      | Michael Kantor     | Belvoir St Theatre          | junto a Jacek Koman, Socratis Otto y Brian Carbee            |
| 2000       | Suddenly Last Summer            | Catharine Holly   | Neil Armfield      | Belvoir St Theatre          | junto a Lynette Curran, Dan Wyllie y Meaghan Davies          |
| 1995       | The Blind Giant Is Dancing      | Louise Fitzgerald | Neil Armfield      | Belvoir St Theatre          | junto a Cate Blanchett, Hugo Weaving y Jacek Koman           |
| 1994       | Angels in America               | Harper            | -                  | Playhouse Theatre           | junto a Jacek Koman                                          |
| 1994       | At Dusk                         | -                 | Tom Considine      | Napier Theatre              | junto a Melanie Beddie y Tom Considine                       |
| 1994       | Seeing Violet                   | -                 | Melanie Beddie     | Napier Theatre              | junto a Melanie Beddie, Tom Considine y Chris Corbett        |
| 1994       | No Family                       | -                 | Chris Corbett      | Napier Theatre              | junto a Melanie Beddie, Tom Considine y Glenn Perry          |
| 1991       | The Crucible                    | -                 | Richard Wherrett   | Canberra Theatre            | junto a Ron Haddrick, Tony Llewellyn-Jones y John Howard     |
| 1990       | Crystal Clear                   | -                 | Terence O'Connell  | Universal Theatre           | junto a Daniel Abineri y Andrea Moor                         |
| 1989, 1990 | The Imaginary Invalid           | Angelique         | Jean-Pierre Mignon | Anthill Theatre             | junto a Jacek Koman, Julie Forsyth y Alex Menglet            |
| 1988       | Moliere                         | -                 | Jean-Pierre Mignon | -                           | junto a Michael Bishop, Jacek Koman y Tim Sullivan           |
| 1987       | Away                            | Meg               | Aubrey Mellor      | State Theatre Company       | junto a Doris Younane y Don Barker                           |
| 1987       | Les Liaisons Dangereuses        | -                 | John Gaden         | Playhouse Theatre           | junto a Terence Crawford, Doris Younane y William Zappa      |
| 1987       | The Winter's Tale               | -                 | Gale Edwards       | Playhouse Theatre           | junto a Don Barker, Geoffrey Rush y Doris Younane            |
| 1987       | Shepherd on the Rocks           | -                 | Neil Armfield      | -                           | junto a Don Barker, Geoffrey Rush y Doris Younane            |
| 1987       | Much Ado About Nothing          | -                 | Gale Edwards       | Playhouse Theatre           | junto a Terence Crawford, Doris Younane y William Zappa      |
| 1985       | The Greeks Play 1 The War       | -                 | John Clark         | Parade Theatre              | junto a Brendan Higgins, Baz Luhrmann y Sonia Todd           |
| 1985       | The Unseen Hand                 | -                 | Ian Watson         | NIDA Theatre                | junto a William Brandt, Glenn Keenan y Andrew Spence         |
| 1984       | All's Well That Ends Well       | -                 | Kevin Jackson      | NIDA Theatre                | junto a Baz Luhrmann, Andrea Moor, Sonia Todd y Rhett Walton |
| 1984       | Holiday Makers                  | -                 | Nick Enright       | NIDA Theatre                | junto a Baz Luhrmann, Sonia Todd y Rhett Walton              |
| 1984       | Strictly Ballroom               | -                 | -                  | NIDA                        | junto a Baz Luhrmann y Sonia Todd                            |

## Premios y nominaciones
| Año  | Categoría                                                 | Premio                | Serie/Obra                     | Resultado |
| ---- | --------------------------------------------------------- | --------------------- | ------------------------------ | --------- |
| 2013 | Most Outstanding Performance by an Actor–Female           | ASTRA Award           | Tangle                         | Ganadora  |
| 2013 | Most Outstanding Actress                                  | Silver Logie Award    | Tangle                         | Nominada  |
| 2011 | Most Outstanding Performance By A Female Actress          | ASTRA Award           | Tangle                         | Ganadora  |
| 2011 | Most Outstanding Actress                                  | Silver Logie Award    | Rush                           | Nominada  |
| 2010 | Best Lead Actress in a Television                         | AFI Award             | Tangle                         | Ganadora  |
| 2010 | Most Outstanding Performance by a Female Actor            | ASTRA Award           | Tangle                         | Nominada  |
| 2008 | Best Female Actor in a Play                               | Helpmann Award        | Who's Afraid of Virginia Woolf | Nominada  |
| 2007 | Best Lead Actress in Television Drama                     | AFI Award             | Call Me Mum                    | Nominada  |
| 2001 | Best Actress in a Guest Role in a Television Drama Series | AFI Award             | The Secret Life of Us          | Ganadora  |
| 2000 | Most Outstanding Actress in a Series                      | Silver Logie Award    | Water Rats                     | Nominada  |
| 1999 | Best Actress in a Leading Role in a Television Drama      | AFI Award             | Water Rats                     | Nominada  |
| 1999 | Favourite Actress in a Drama or Serial                    | People's Choice Award | Water Rats                     | Nominada  |
| 1998 | Most Outstanding Actress                                  | Silver Logie Award    | Water Rats                     | Ganadora  |
| 1998 | Most Popular Actress                                      | Silver Logie Award    | Water Rats                     | Nominada  |
| 1990 | Best Actress in a Lead Role                               | AFI Award             | Weekend with Kate              | Ganadora  |